# Резолюция Совета Безопасности ООН 51
Резолюция 51 Совета Безопасности Организации Объединённых Наций, принятая 3 июня 1948 года была частью неуспешной попытки ООН разрешить кашмирский конфликт. Резолюция требовала проведения референдума в соответствии с резолюцией Совета Безопасности ООН 47 и демилитаризации Кашмира, подтвердила предыдущие резолюции Совета по индо-пакистанскому конфликту и поручила комиссии, учрежденной резолюцией 39 Совета Безопасности Организации Объединённых Наций, как можно скорее переместиться в спорные районы и выполнить обязанности, возложенные на неё резолюцией 47 Совета Безопасности Организации Объединённых Наций. Резолюция также поручила комиссии рассмотреть письмо, которое было направлено совету министром иностранных дел Пакистана.

## Голосование
Резолюция была принята восемью голосами; Китайская республика, Украинская ССР и Советский Союз воздержались.
| За (8)                                                                             | Воздержались (3)                               | Против (0) |
| ---------------------------------------------------------------------------------- | ---------------------------------------------- | ---------- |
| - Великобритания - США - Франция - Аргентина - Бельгия - Канада - Колумбия - Сирия | - Китайская Республика - СССР - Украинская ССР |            |

 * жирным выделены постоянные члены Совета Безопасности ООН